# 利曼湖
利曼湖（烏克蘭語：Лиман），是烏克蘭的湖泊，位於該國東部哈爾科夫州，距離哈爾科夫60公里，長7.5公里、寬3公里，面積16平方公里，海拔高度91米，平均水深2米。